# 汎心論

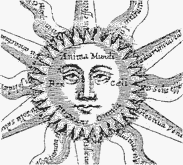
新プラトン主義における「絶対者」から発せられる「宇宙霊魂」の概念図。現代の汎心論の先駆けである。

汎心論（はんしんろん、英: Panpsychism）とは、心の哲学において心や心のような側面が現実の基本的かつ遍在的な特徴であるという見解である。「心は、宇宙全体に存在する世界の基本的な特徴である」という理論とも表現される。汎心論は最も古い哲学理論の一つであり、タレス、プラトン、スピノザ、ライプニッツ、ウィリアム・ジェイムズ、アルフレッド・ノース・ホワイトヘッド、バートランド・ラッセル、ガレン・ストローソンなどの哲学者が提唱している。

## 語源
汎心論（panpsychism /panˈsʌɪkɪz(ə)m/,/pænˈsaɪ(ˌ)kɪz(ə)m/）という言葉は、ギリシャ語のpan（πᾶν：「すべて、全体」）とpsyche（ψυχή：「魂、心」）に由来する:1。「プシュケー」はギリシャ語のψύχω(プスコー、「私が吹く」)に由来し、生命、魂、心、精神、心、「生命の息吹」などの意味がある。「psyche」の使用には議論がある。なぜなら、「psyche」は「soul」と同義であり、通常は超自然的なものを指すと考えられているからである。現在、文献で見られるより一般的な用語は、mind、mental properties、mental aspect、experienceなどである。

## 概念
汎心論は、心あるいは心に似た側面が現実の基本的かつ遍在的な特徴であるとする。また、「心は宇宙全体に存在する世界の基本的な特徴である」とする理論とも表現される。 汎心論者は、我々が自らの経験を通して知っているタイプの精神性が、様々な自然体に何らかの形で存在しているとする。この考え方は様々な形をとっている。しかし現代の汎心論の学術的支持者たちは、感覚や主観的な経験はどこにでもあるとする一方で、これらの性質をより複雑な人間の精神的属性とは区別している。したがって物理学の基礎的なレベルの存在（光子、クォーク）には精神の原型を認めるが、岩や建物などの集合体には精神を認めないのである。

## 様々な汎心論

### アニミズムと物活論
アニミズムはすべてのものに魂があると主張し、物活論はすべてのものが生きていると主張する。:149 こうした立場を汎心論と解釈することについては、現代の学術界では支持されていない 。現代の汎心論者は、この種の理論から距離を置こうとしており、経験の遍在性と心や認知の遍在性との間に区別をつけるように注意している。
デイヴィッド・チャーマーズは次のように汎心論について言及している。

### 発達心理学の汎心論
心理学、とりわけ発達心理学の分野では、上と似てはいるが、若干違った意味でアニミズムという言葉が使用される。子供はその成長段階のある時期（およそ2歳から7,8歳ぐらいの間）において、すべての対象を心を持つ存在と考える傾向、すなわち擬人化して捉える傾向があることが知られている。こうした傾向のことを心理学の世界ではアニミズムと呼ぶ。上述のタイラーのアニミズムにちなんで、1968年、スイスの心理学者 ジャン・ピアジェによって命名された。例えば子供が自分の持っているぬいぐるみが、喜んだり、痛がったりしている、と素朴に信じているのは、こうしたアニミズム的思考の典型である。このピアジェのアニミズムも汎心論的世界観のひとつとして扱われることがある。
実験発達心理学者はピアジェの視点を部分的に支持する研究を行った。1940年代にアルベール・ミショットは画面に映し出された二つのオブジェクトが、それがヒトや動物の形をしていなくても（それが四角や三角の記号でも、ドットであっても）、一方がもう一方の後を追うように動いているときには「追いかけている」と認識されることを明らかにした。1987年にはアラン・レスリーがこの認識が幼い子供でも起きることを発見した。レスリーらの研究によればわずか生後半年の乳児でも二つのオブジェクトが単に動いているだけなのか、「追いかけている」のかで異なる反応が起きる。これは、人には生まれつき、あるいは発達の非常に早い時期から、動く物には意図や意識があるのだと想定する能力があることを示しており、心の理論または素朴心理学とも呼ばれる。

### 観念論または唯心論
観念論または唯心論は意味にかなり幅のある言葉である。しかしその中でも極端な形をとる場合、例えば18世紀前半のアイルランドの聖職者ジョージ・バークリーによって提唱された物質否定論では、この世界に本質的に存在するのは心的なものだけであり、物質的なものはそこから派生した見せ掛けの存在にすぎない、といった考え方をする。この考え方に従うならば、当然すべての存在は、その本質として心的である。そして心的でない存在など何一つ有り得ないことになる。こうした観念論は、ときに汎心論のひとつとして語られる。対立する立場は唯物論である。

### 汎経験説
汎経験説とは、現象的意識・クオリアといった心的経験が、脳や神経細胞といった巨視的なスケールではじめて生まれるのでなく、もっと根本的なレベルにおいて、すでに何らかの形で存在しているはずだ、という考えのこと。すなわちクォークやレプトンといった、物理現象の基本構成要素自体に、現象的意識やクオリアの元となる何らかの性質（原意識）が含まれているのではないか、とする説。こうした汎経験説は、1990年代ごろから集中的に議論されるようになり、現在、心の哲学を中心にその詳細が議論されている。代表的な論者にデイヴィッド・チャーマーズ、ガレン・ストローソン（Galen Strawson）などがいる。歴史的にはこうした考え方（世界を構成する基本要素として心的な性質が遍く存在しているという考え方）は別に真新しいものではなく、例えば17世紀後半のドイツの数学者ゴットフリート・ライプニッツによって提唱されたモナドロジーにおいても、そうした世界観が提示されている。こうした考え一般に対立する立場にあるのが、創発説である。創発説では、物質がある巨視的なレベルで特定の配置を取ったとき、初めて現象的意識やクオリアといった心的経験が創発する、と考える。